# Miasto Zadar
Miasto Zadar (chorw. Grad Zadar) – jednostka administracyjna w Chorwacji, w żupanii zadarskiej. W 2011 roku liczyła 75 062 mieszkańców.